# Pradelles-Cabardès
Pradelles-Cabardès (okzitanisch Pradèlas Cabardés) ist eine französische Gemeinde mit 160 Einwohnern (Stand 1. Januar 2022) im Département Aude in der Region Okzitanien. Sie gehört zum Arrondissement Carcassonne und zum Kanton  La Vallée de l’Orbiel.

## Nachbargemeinden
Nachbargemeinden von Pradelles-Cabardès sind Saint-Amans-Soult im Norden, Castans im Südosten, Caunes-Minervois im Süden und Labastide-Esparbairenque im Westen.

## Bevölkerungsentwicklung
| Jahr      | 1962 | 1968 | 1975 | 1982 | 1990 | 1999 | 2013 |
| Einwohner | 248  | 223  | 187  | 183  | 153  | 160  | 152  |

## Sehenswürdigkeiten
- Kirche Saint-Jean-Baptiste